# 헨리크 오야마
헨리크 오야마(에스토니아어: Henrik Ojamaa, 1991년 5월 20일 ~ )는 에스토니아의 축구 선수로 포지션은 공격수이다. 현재는 FC 플로라 탈린 소속으로 뛰고 있다.